# 키스 반 동겐

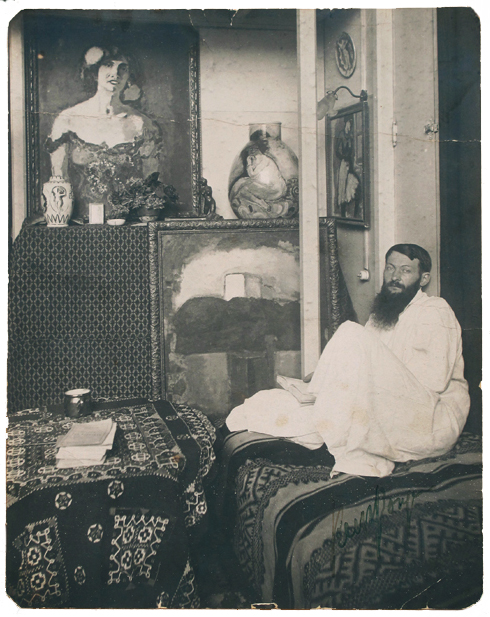
1910년 경.

키스 반 동겐(Cornelis Theodorus Maria 'Kees' van Dongen, 1877년 1월 26일 ~ 1968년 5월 28일)은 네덜란드-프랑스계 화가이다.
네덜란드의 로테르담의 장식미술학교를 졸업하고 파리로 나왔다(1897). 초기에는 인상파풍(風)의 그림을 익히고 있었으나, 1906년 포브 운동에 참가하여 생생한 원색을 사용하여 인물과 풍경을 그렸는데 당시는 마티스의 영향이 현저했다. 후에는 드레스덴의 '브뤼케'파(派)에도 가입하였던 것으로 미루어 보면 표현파의 한 사람이기도 하였다. 이 시기(1905∼1913)의 제작을 동겐에게 있어서 절정이라고 보는 비평가가 많으나 제1차 세계대전 후 초상화가로서의 재능도 결코 무시할 수가 없다. 그는 여기에 일찍이 공감해 마지않던 수틴의 작풍을 받아들여서 사교계의 히로인과 은행가 그리고 무희 등을 신랄하게 그려 내어 그의 붓은 그들에게 아첨할 줄을 몰랐다. 그렇다고 하지만 일반적으로 반 동겐이라고 하면 경묘한 필치로 표현한, 세련된 부인들과 그녀들의 멋장이 유행 감각에만 맴돌았다고 평한다.